# 에바 알머슨
에바 알머슨(스페인어: Eva Armisen 에바 아르미센[*], 1969년 ~ )은 스페인의 화가이다.
1989년 네덜란드 암스테르담의 리트벨트 아카데미에서 1년 동안 미술을 공부했으며 1992년에는 바르셀로나에서 미술 학위를 받았다. 1993년에는 팔마데마요르카에 위치한 필라르 호안 미로 재단으로부터 보조금을 받아서 박사 학위를 받았고 바르셀로나에서 미술 활동을 전개했다.
2016년 5월에는 대한민국 제주특별자치도 우도를 방문하여 해녀를 소재로 한 그림을 제작했다. 에바 알머슨의 해녀 그림은 2016년에 개봉된 고희영 감독의 영화 《물숨》을 통해 소개되었고 2018년에는 고희영 감독이 지은 동화 《엄마는 해녀입니다》가 출간되기도 했다.
2023년에는 대한민국 서울 용산 전쟁 기념관에서 그림들을 전시했다